# 段直
段直（1190年—1254年），字正卿，金朝末年、元朝初年泽州晋城县（今山西省晋城市）人。
段直年轻时英伟、有见识。金朝末年以地方秩序混乱，他聚众结垒自保。1214年甲戌木华黎率领蒙古兵至，攻打晋城。（《元史》误作至元十一年甲戌，元世祖命大将略地晋城。）段直以众归降，被任命为泽州长官。招抚逃民，赈济贫乏，出财赎买被俘之人。并兴建学校，大修孔子庙，割田千亩，置书万卷，迎儒士李俊民为师，招延四方来学者，达一百二十二人。在任二十年，多有惠政。蒙古朝廷特命他提举本州学校事，没有就任就病故了。